# جان ام. جونز
جان ام. جونز (انگلیسی: John M. Jones; ۲۰ ژوئیهٔ ۱۸۲۰ – ۵ مهٔ ۱۸۶۴) فرد نظامی اهل ایالات متحده آمریکا بود.